# ملعب العزيزية
ملعب العزيزية هو ملعب متعدد الأغراض في واسط، العراق. يستخدم حاليًا في مباريات كرة القدم ويشكل الملعب الرئيسي لنادي العزيزية، الملعب يستوعب 5000 متفرج، افتتح الملعب في 15 يونيو 2019 بمباراة كرة قدم بين لاعبين سابقين من واسط ولاعبين سابقين في المنتخب العراقي.